# Сервисный центр
Сервисный центр — организация, занимающаяся оказанием услуг по сервисной поддержке и обслуживанию техники, оборудования и другой продукции. Деятельность сервисных центров включает пред торговый, гарантийный и послепродажный ремонт.
Одним из решающих факторов при выборе продукта потребителем является то, какую поддержку обещает поставщик после продажи этого продукта. Данный фактор особенно важен при покупке электро-бытовых приборов, техники и электроники, строительных материалов, автомобилей и пр., то есть в тех областях, где поломка или заводской брак означает невозможность использования продукта по его прямому назначению или препятствует этому.

## Права потребителей
При покупке товара устанавливается срок гарантии на изделие и срок его службы. В течение гарантийного срока покупатель имеет право на бесплатный ремонт товара или (в особых случаях — см. ниже) на его замену. По истечении срока гарантии, ремонт техники осуществляется за деньги потребителя. По истечении срока службы товара, компания-изготовитель в праве отказать потребителю в ремонте данного товара.
Деятельность сервисных центров регламентируется на законодательном уровне, согласно законам той страны, на территории которой предоставляется сервисное обслуживание. Согласно Закону о правах потребителя РФ, информация о товаре в обязательном порядке должна содержать гарантийный срок изделия, если он установлен.
«Права потребителя при обнаружении в товаре недостатков»:

Потребитель в случае обнаружения в товаре недостатков, если они не были оговорены продавцом, по своему выбору вправе:
- потребовать замены на товар этой же марки (этих же модели и (или) артикула);
- потребовать замены на такой же товар другой марки (модели, артикула) с соответствующим перерасчётом покупной цены;
- потребовать соразмерного уменьшения покупной цены;
- потребовать незамедлительного безвозмездного устранения недостатков товара или возмещения расходов на их исправление потребителем или третьим лицом;
- отказаться от исполнения договора купли-продажи и потребовать возврата уплаченной за товар суммы. По требованию продавца и за его счёт потребитель должен возвратить товар с недостатками.

При этом потребитель вправе потребовать также полного возмещения убытков, причиненных ему вследствие продажи товара ненадлежащего качества. Убытки возмещаются в сроки, установленные настоящим Законом для удовлетворения соответствующих требований потребителя.
Замена товара ненадлежащего качества осуществляется в соответствии со статьёй 21 Закона о Защите Прав Потребителей РФ.
В новой редакции Закона упоминается срок, в течение которого потребитель имеет право предъявить требование о замене товара и о возврате денежных средств при обнаружении в товаре недостатков — 15 дней.
Если потребителю не подошёл цвет, размер, форма товара, то товар обмену не подлежит!
По истечении установленного в 15 дней срока указанные требования подлежат удовлетворению в одном из следующих случаев:
- обнаружение существенного недостатка товара;
- нарушение установленных настоящим Законом сроков устранения недостатков товара;
- если при неоднократном возникновении неисправности клиент не смог использовать своё изделие более 30 дней в виду нахождения его в ремонте

## Сервисный центр по ремонту электроники
Сервисный центр по ремонту электроники - организация, которая занимается устранением неисправностей гаджетов и электроники. Главная задача такой организации - устранить дисфункцию аппарата и не допустить новых, обеспечить все необходимое для того, чтобы аппарат выполнял свою функцию у владельца как можно дольше. Предоставляет гарантийный и послегарантийный ремонт электрических устройств, обеспечивает поддержку пользователей. 

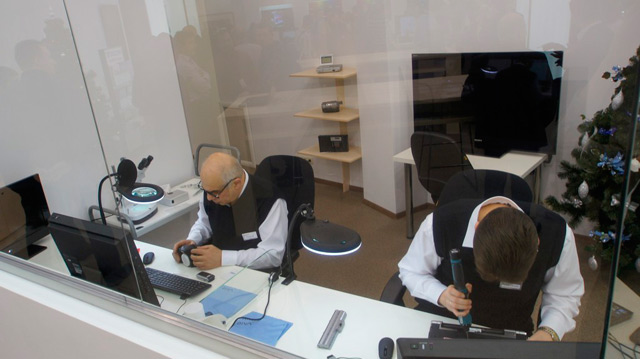
Рабочий процесс сервисного центра Sony

## Какую технику ремонтирует сервисный центр по ремонту электроники
- Мобильные телефоны
- Ноутбуки
- Планшеты
- Стационарные (персональные) компьютеры
- Моноблоки
- Телевизоры
- Мониторы
- Принтеры, МФУ, сканеры и прочую печатающую технику (оргтехнику)
- Стабилизаторы напряжения
- Источники бесперебойного питания (ИБП)
- Фотоаппараты
- Видеокамеры, экшн камеры
- Счетчики банкнот, купюр
- Бытовая техника (как холодильники, пылесосы, миксеры, микроволновые (СВЧ) печи и прочее)
- Акустику, динамики
- Клавиатуры, мышки и прочую периферию
- Сетевое оборудование (как роутеры, маршрутизаторы)
- Электрический строительный инструмент (как дрели, шуруповерты, электропилы)
- Персональный электротранспорт (как сигвеи, гироскутеры. гироборды)
- Прочую электронику

## Типы ремонтов электроники
По возмещению расходов на ремонт:
- Гарантийный ремонт - ремонт, который выполняет сервисный центр в рамках договоренностей между производителем техники и потребителем. Покупая любой аппарат, с ним идет заполненный гарантийный талон (модель устройства, серийный номер, дата продажи и печать продавца) и список сервисных центров, куда потребитель может обратиться в случае поломок. Этот ремонт для потребителя является бесплатным. Гарантийный ремонт имеет право выполнять только авторизованный сервисный центр. Для этого должен быть договор между производителем техники и сервисным центром, где прописаны условия сотрудничества. В случае гарантийного ремонта расходы, связанные с ним, покрывает производитель.
- Не гарантийный ремонт - ремонт, который не подпадает под условия гарантии. Обычно это аппараты, гарантийный срок которых истек или нарушены условия эксплуатации, как залит жидкостью, физические повреждения, скачек напряжения и прочее. Сервисные центры берутся за выполнения таких ремонтов, но все расходы на ремонт возмещает потребитель.

По месту предоставления услуги:
- В сервисном центре - когда заказчик своими силами привозит и забирает устройство, а сервисный центр только предоставляет услуги по ремонту
- На выезде - когда устройство нет возможности или желания перевозить, поэтому мастер может выехать на место к заказчику и там провести работы. Например ремонт холодильника

По характеру неисправности:
- Явные неисправности - это те неисправности, которые можно диагностировать без наличия необходимой квалификации, как замена экранов, дисплеев, разъемов, клавиатуры и прочих подобных дефектов.
- Неявным неисправности - дефекты в электронике, которые без разборки аппарата и использования ремонтного оборудования и квалификации мастера не устранить. Зачастую это неисправности по плате, как скачек напряжения, после попадания воды, после сильного удара и прочее.

По сложности проведения работ:
- Блочный (узловой) ремонт - способ ремонта, где дефект устраняется способом замены отдельных блоков. Например, заменить плату, экран, клавиатуру ноутбука и прочее. Плюсы таких ремонтов в том, что работы выполняются быстро, без использования дорогого оборудования и высококвалифицированных мастеров. Минусы - высокая цена.
- Компонентный ремонт - способ ремонта, где неисправность устраняется способом замены отдельных компонентов, радиоэлементов. В основном применяется к ремонту плат. Например, если устройство не включается, и неисправна материнская (главная) плата, то можно заменить плату целиком (блочно) или найти вышедший из строя полевой транзистор и его перепаять (компонентно). Минусы такого ремонта - необходимость дорогого оборудования и высококвалифицированных инженеров. Плюсы - значительно дешевле, чем блочный ремонт

## Структура сервисного центра
Сервисный центр как организация состоит из пяти отделов. Каждый отдел выполняет свою функцию, благодаря чему на выходе получается конечный продукт организации - неисправность в технике устранена в срок, в оглашенный бюджет и новых не обнаружено. Перечень отделов приведен ниже:
1. HR - отдел по отбору и найму персонала. Отвечает за то, чтобы в сервисном центре работали лучшие люди. Так же ведет аналитику работы организации.
2. Коммерция -  отдел, который отвечает за приток денег в сервисный центр. Маркетинг, реклама, общение с клиентами, заключение сделок.
3. Финансы - отдел, который отвечает за подсчет денег, сдачу отчетов в проверяющие органы и контроль материальных активов. Отдел дебиторской и кредиторской задолженностей, бухгалтерия.
4. Производство - отдел, который отвечает за выполнение ремонтов и устранение неисправностей в технике. Сюда относится снабжение, мастера, инженеры, закупка запчастей и прочее.
5. Контроль качества - отдел, который проверяет технику на устранение дефекта после ремонта. Так же обучает персонал на предмет повышения квалификации и ознакомление с новыми способами ремонтов.